# Stephen Holden
Pour les articles homonymes, voir Holden.
Stephen Holden, né le 18 juillet 1941, est un écrivain, poète et critique de cinéma et de musique américain.
Il a gagné un Grammy Award en 1986 dans la catégorie « Best Album Notes » pour une anthologie des chansons de Frank Sinatra.
Il a été critique musical dans des publications comme Rolling Stone, Vanity Fair, Blender, The Village Voice ou encore The Atlantic. Depuis 1981, il est critique de cinéma et de théâtre au New York Times.